# اتحاد حجوط
الاتحاد الرياضي الإسلامي لمدينة حجوط (بالفرنسية: Union Sportive Musulmane Madinet Hadjout)‏ ويعرف اختصاراً باسم اتحاد حجوط هو نادي كرة قدم جزائري تأسس سنة 1947 ومقره مدينة حجوط بتيبازة.
يلعب اتحاد حجوط حالياً في الرابطة الوطنية لكرة القدم هواة وألوانه هي الأخضر والأبيض.
يضم النادي أيضاً فرع لكرة السلة والذي يحمل نفس الاسم والألوان.

## قائمة اللاعبين
- علي مشيش (حارس)
- شلالي عادل (حارس)
- لكحل علي (دفاع)
- بن مولاي عباس (دفاع)
- بوزامة خالد (دفاع)
- شيخ توهامى محمد (دفاع)
- لداعورى محمد (دفاع)
- نجار سفيان (دفاع)
- رباح عمار (دفاع)
- سنيقرة وليد بوبكر (دفاع)
- زيتونى عبد الودود (دفاع)
- بن ضيف عماد (وسط)
- بن مالك عبد الجليل (وسط)
- جيلالي أحمد (وسط)
- قراب عزيز (وسط)
- حدوش أيوب (وسط)
- إكلف سفيان (وسط)
- قاضي محمد الامين (وسط)
- نصيري الشريف (وسط)
- نسيب محمد (وسط)
- أودنى عبد الكريم (وسط)
- أولاد تومي طاهر (وسط)
- سوكال محمد (وسط)
- طالح فاتح (وسط)
- بولنوار سماعين (هجوم)
- خير جيلاني (هجوم)